# 李椒
李椒（?—?），西汉陇西郡成纪县（今甘肃省天水市秦安县）人。李广的次子。

## 生平
李椒开始担任郎官，事奉汉武帝，他的大哥李當戶死后，汉武帝任命李椒为代郡太守，防御匈奴。严耕望推断他担任代郡太守在元朔年间前后。李椒在他父亲李广於元狩四年（前119年）自杀之前已经死去。他大哥李當戶有子李陵，三弟李敢。